# ديستروفين
الديستروفين هو بروتين سيتوبلازمي وجزء حيوي من معقد البروتين الذي يربط الهيكل الخلوي للليف العضلي بالمادة الخلالية خارج الخلوية عبر غشاء الخلية.

## روابط خارجية
- GeneReviews/NCBI/NIH/UW entry on Dystrophinopathies
- Dystrophin في المكتبة الوطنية الأمريكية للطب نظام فهرسة المواضيع الطبية (MeSH).

- LOVD mutation database: DMD, DMD (whole exon changes)